# حكومة إسرائيل التاسعة والعشرون
حكومة إسرائيل التاسعة والعشرون، تشكلت الحكومة عام 2001، واستمرت حتى عام 2003، ترأس الحكومة أريئيل شارون عن حزب الليكود .

## التشكيلة الحكومية
أريئيل شارون – رئيس الحكومة ووزير شؤون استيعاب القادمين الجدد إضافة إلى وزير السياحة من يوم -  17.10.01 حتى يوم -31.10.01  ومن يوم - 14.3.02 حتى يوم-  18.9.02، وزير البنى التحتية الوطنية من يوم - 14.3.02 حتى يوم -  18.9.02 وزير الداخلية من يوم - 23.5.02 حتى يوم-  3.6.02،وزير العمل والرفاه من يوم - 23.5.02 حتى يوم -  3.6.02 وزير الصحة من يوم - 23.5.02 حتى يوم -  3.6.02 وزير الخارجية من يوم - 2.11.02 حتى يوم -  6.11.02، وزير الصناعة والتجارة من يوم - 2.11.02 حتى يوم -  15.12.02 وزير المواصلات من يوم - 2.11.02 حتى يوم -  15.12.02، وزير الزراعة وتطوير القرية من يوم - 2.11.02 حتى يوم -  15.12.02
وزير العلوم، الثقافة والرياضة من يوم - 2.11.02 حتى يوم -  15.12.02 وزير الاتصالات من يوم - 19.2.03.
شموئيل أبيطال – (وزير ( مسؤول عن تنسيق المواضيع الاجتماعية) حتى يوم -  22.2.02 
أشير أوحانا- وزير الشؤون الدينية
داليا إيتسيك – وزيرة الصناعة والتجارة حتى يوم -  2.11.02 إفرايم سنيه – وزير دولة (ابتداء من يوم - 8.4.02)، ووزير البنى التحتية الوطنية ابتداء من يوم - 18.9.02
بنيامين ألون – وزير السياحة من يوم - 31.10.01-  حتى يوم -  14.3.02 بنيامين بن إليعيزر – وزير الدفاع حتى يوم  -  2.11.02
شلومو بن عيزري – وزير العمل والرفاه حتى يوم -  23/5/02  ومن يوم - 3.6.02 نيسيم دهان – وزير الصحة حتى يوم -  23.5.02   ومن يوم - 3.6.02 تساحي هنيغبي – وزير جودة البيئة، وزير المواصلات ابتداء من يوم - 15.12.02.
متان فيلنائي – وزير العلوم، الثقافة والرياضة حتى يوم -  2.11.02  
رحبعام زئيفي – وزير السياحة – أغتيل في يوم - 17.10.01- (قدم كتاب استقالته في ظهر يوم – 15.10.01 وتم اغتياله قبل دخول الاستقالة إلى حيز التنفيذ) 
صالح طريف – وزير دولة ( استقال في يوم -  29.1.02 ) 
إيلياهو يشاي – وزير الداخلية حتى يوم -  23.5.02 ومن يوم - 3.6.02
رعنان كوهين – وزير دولة حتى يوم -  18.8.02
تسيبي ليفني – وزيرة التعاون الإقليمي حتى يوم -  29.8.01 وزيرة دولة من يوم - 29.8.01، وزيرة الزراعة وتطوير القرية ابتداء من يوم - 15.12.02
ليمور ليفنات – وزيرة المعارف، ووزيرة العلوم والثقافة والرياضة ابتداء من يوم -  15.12.02
دافيد ليفي – وزير دولة ( ابتداء من يوم - 8.4.02 حتى يوم -  30.7.02) 
يتسحاق ليفي – وزير دولة ( ابتداء من يوم - 8.4.02) 
وزير السياحة ابتداء من يوم - 18.9.02
أفيغدور ليبرمان – وزير البنى التحتية الوطنية ( قدم كتاب استقالته في ظهر يوم 15.10.01 وسحب كتاب الاستقالة بعد اغتيال رحبعام زئيفي) حتى يوم -  14.3.02 
عوزي لنداو – وزير الأمن الداخلي 
شاؤول موفاز – وزير الدفاع ابتداء من يوم - 4.11.02
روني ميلو – وزير التعاون الإقليمي من يوم - 29.8.01
دان مريدور – وزير دولة من يوم - 29.8.01
داني نفيه – وزير (مسؤول عن التنسيق بين الحكومة والكنيست) وزير الصناعة والتجارة ابتداء من يوم - 15.12.02
بنيامين نتانياهو – وزير الخارجية من يوم - 6.11.02
إيلياهو سويسا – وزير( مسؤول عن شؤون أورشليم القدس) حتى يوم -  23.5.02 ومن يوم - 3.6.02
إفرايم سنيه – وزير المواصلات حتى يوم -  2.11.02 
شمعون بيرس – وزير الخارجية حتى يوم -  2.11.02
رؤوفين ريفلين – وزير الاتصالات حتى يوم -  19.2.03 
مئير شطريت – وزير العدل   
سيلفان شالوم – وزير المالية
شالوم سمحون – وزير الزراعة وتطوير القرية حتى يوم -  2.11.02 نتان شيرانسكي – وزير البناء والإسكان